# Carex bambusetorum
Carex bambusetorum là một loài thực vật có hoa trong họ Cói. Loài này được Merr. mô tả khoa học đầu tiên năm 1918.